# Rell Harwood
Rell Harwood (* 1. Juni 2001 in Salt Lake City, Utah) ist eine US-amerikanische Freestyle-Skierin. Sie ist auf die Freeski-Disziplinen Slopestyle und Big Air spezialisiert.

## Biografie
Die aus Park City stammende Rell Harwood bestritt im Januar 2016 im Alter von 14 Jahren am Mammoth Mountain ihren ersten FIS-Wettkampf. Wenig später startete sie erstmals im Nor-Am Cup. Bei den Juniorenweltmeisterschaften 2017 im Valmalenco belegte sie im Slopestyle Rang 13. Im folgenden Jahr feierte sie in Aspen und Le Relais ihre ersten beiden Nor-Am-Siege und sicherte sich den Gewinn der Big-Air-Disziplinenwertung. Bei ihren zweiten Juniorenweltmeisterschaften in Schweden holte sie die Bronzemedaille im Slopestyle und verpasste als Big-Air-Vierte nur knapp einen weiteren Medaillengewinn. 2019/20 gewann sie am Mammoth Mountain und zuhause in Park City zwei weitere Nor-Am-Cups und entschied die kombinierte Slopestyle-Big-Air-Wertung für sich.
Anfang Februar 2017 gab Harwood am Mammoth Mountain ihr Debüt im Freestyle-Skiing-Weltcup. In den folgenden Jahren näherte sie sich schrittweise den Weltbesten an und schaffte 2019 als Slopestyle-Sechste auf der Seiser Alm ihr erstes Spitzenergebnis. Bei den Weltmeisterschaften in Aspen erreichte sie die Ränge zehn und 25 im Slopestyle und Big Air. Während der Vorbereitung auf die folgende Saison erlitt sie beim Versuch eines Switch Misty 900 in Italien einen Kreuzbandriss und verpasste damit die Olympischen Spiele in Peking. Nach geglücktem Comeback, unter anderem mit einem gestandenen Double Cork 1260 in Laax, zog sie sich einen Schlüsselbeinbruch zu und musste auch die Weltmeisterschaften in Bakuriani auslassen.
Im Januar 2024 stand Harwood bei den X-Games am Start und gewann als Rookie sowohl die Bronzemedaille im Big Air als auch Silber im erstmals für Skifahrer ausgetragenen Knuckle Huck. Im Slopestyle wurde sie Vierte. Ein Jahr danach bestritt sie gleich vier Wettkämpfe und holte im Knuckle Huck ihre erste Goldmedaille. Im Weltcup gelangen ihr mit dritten Rängen im Slopestyle von Aspen und Stoneham ihre ersten Podiumsplatzierungen.
Rell Harwood absolvierte ein Bachelorstudium in Marketing an der University of Utah.

## Erfolge

### Weltmeisterschaften
- Aspen 2021: 10. Slopestyle, 25. Big Air

### Weltcup
- 20 Platzierungen unter den besten zehn, davon 2 Podestplätze

### Weltcupwertungen
| Saison  | Gesamt                              | Gesamt                              | Slopestyle                          | Slopestyle                          | Big Air                             | Big Air                             | Park & Pipe                         | Park & Pipe                         |
| Saison  | Platz                               | Punkte                              | Platz                               | Punkte                              | Platz                               | Punkte                              | Platz                               | Punkte                              |
| ------- | ----------------------------------- | ----------------------------------- | ----------------------------------- | ----------------------------------- | ----------------------------------- | ----------------------------------- | ----------------------------------- | ----------------------------------- |
| 2016/17 | 169.                                | 3                                   | 44.                                 | 15                                  | 26.                                 | 15                                  | –                                   | –                                   |
| 2017/18 | 173.                                | 3                                   | 38.                                 | 21                                  | –                                   | –                                   | –                                   | –                                   |
| 2018/19 | 67.                                 | 17,4                                | 15.                                 | 87                                  | –                                   | –                                   |                                     |                                     |
| 2019/20 | 61.                                 | 21,6                                | 9.                                  | 108                                 | 20.                                 | 26                                  | –                                   | –                                   |
| 2020/21 | –                                   | –                                   | 8.                                  | 99                                  | 19.                                 | 12                                  | 9.                                  | 111                                 |
| 2021/22 | verletzungsbedingt keine Ergebnisse | verletzungsbedingt keine Ergebnisse | verletzungsbedingt keine Ergebnisse | verletzungsbedingt keine Ergebnisse | verletzungsbedingt keine Ergebnisse | verletzungsbedingt keine Ergebnisse | verletzungsbedingt keine Ergebnisse | verletzungsbedingt keine Ergebnisse |
| 2022/23 | –                                   | –                                   | 16.                                 | 71                                  | 16.                                 | 24                                  | 26.                                 | 95                                  |
| 2023/24 | –                                   | –                                   | 10.                                 | 128                                 | 9.                                  | 90                                  | 14.                                 | 218                                 |

### Nor-Am Cup
- Saison 2016/17: 3. Big-Air-Wertung
- Saison 2017/18: 1. Big Air-Wertung, 3. Slopestyle-Wertung
- Saison 2018/19: 4. Slopestyle-Wertung
- Saison 2019/20: 1. Slopestyle- und Big-Air-Wertung
- 12 Podestplätze, davon 4 Siege:

| Datum            | Ort              | Land   | Disziplin  |
| ---------------- | ---------------- | ------ | ---------- |
| 23. Februar 2018 | Aspen            | USA    | Big Air    |
| 31. März 2018    | Le Relais        | Kanada | Slopestyle |
| 5. Februar 2020  | Mammoth Mountain | USA    | Slopestyle |
| 3. März 2020     | Park City        | USA    | Big Air    |

### Juniorenweltmeisterschaften
- Chiesa in Valmalenco 2017: 13. Slopestyle
- Kläppen 2019: 3. Slopestyle, 4. Big Air

### X-Games
- Aspen 2024: 2. Knuckle Huck, 3. Big Air, 4. Slopestyle
- Aspen 2025: 1. Knuckle Huck, 4. Big Air, 5. Street Style, 7. Slopestyle